# Medetera pseudoapicalis
Medetera pseudoapicalis är en tvåvingeart som beskrevs av Thuneberg 1955. Medetera pseudoapicalis ingår i släktet Medetera och familjen styltflugor. Arten är reproducerande i Sverige. Inga underarter finns listade i Catalogue of Life.